# Helmut Tybussek
Helmut Tybussek (* 10. April 1936; † 25. Dezember 2019 in Münster) war ein deutscher Fußballspieler. Der Abwehrspieler hat bei Preußen Münster in der Debütrunde der Fußball-Bundesliga, 1963/64, 14 Ligaspiele absolviert und ein Tor erzielt.

## Karriere
Aus der Amateurliga Hamburg, vom Lüneburger SK, kam der zumeist als linker Verteidiger im damaligen WM-System eingesetzte Tybussek zur Runde 1957/58 in die erstklassige Fußball-Oberliga West zu Preußen Münster. Er debütierte bei den „Adlerträgern“ am 15. September 1957 bei einem 1:1-Heimremis gegen Hamborn 07 in der Oberliga. An der Seite von Leistungsträgern wie Torhüter Herbert Eiteljörge, Siegfried Rachuba, Edelbert Rey, Adolf Scheidt und Rudolf Schulz bestritt der Neuzugang aus Lüneburg unter Trainer Günther Hentschke 14 Ligaspiele und die Preußen belegten den 6. Rang. Ab seiner zweiten Preußen-Saison, 1958/59, gehörte er bis 1962/63 immer der engen Stammformation in der Oberliga West an. In der entscheidenden Nominierungsrunde 1962/63 für die ab 1963/64 startende neue Bundesliga, fehlte der zuverlässige und zweikampfstarke Verteidiger in keinem Oberligaspiel. Er konnte sich sogar durch die Verwandlung von fünf Strafstößen als fünffacher Torschütze beim Erreichen des vierten Ranges auszeichnen. Auch das 0:0-Heimremis am 25. November 1962 vor 35.000 Zuschauern gegen den späteren deutschen Meister 1. FC Köln zählten zu den Höhepunkten der letzten erstklassigen Oberligasaison. Gemeinsam mit Torhüter Eiteljörge, Verteidigerkollege Heribert Kania sowie der Läuferreihe mit Dagmar Drewes, Klaus Bockisch und Werner Lungwitz hatte er in dieser Saison überwiegend die starke Defensive der Preußen gebildet. Insgesamt hat Tybussek von 1957 bis 1963 bei Münster 154 Oberligaspiele absolviert und fünf Tore erzielt. 
Für die neue Leistungskonzentration im deutschen Spitzenfußball kamen mit Karl-Heinz Bente, Karl-Heinz Kiß und Manfred Rummel drei neue Stürmer nach Münster. Die Elf von Trainer Richard Schneider startete am 24. August 1963 mit einem Heimspiel gegen den Serienmeister von Norddeutschland, den Hamburger SV, in die Bundesliga-Ära. Vor 30.000 Zuschauern hatte Falk Dörr den Gastgeber in der 70. Minute mit 1:0 in Führung gebracht, in der 86. Minute glückte HSV-Linksaußen Gert Dörfel mit einem Kopfball (!) der Ausgleich. Spielführer Tybussek verteidigte mit Heinz-Rüdiger Voß und die Münsteraner Abwehr bestätigte auch in der Bundesliga ihren guten Ruf. Zum zweiten Heimspiel kam am 7. September der überraschend mit 4:0 Punkten in die Bundesliga gestartete Meidericher SV nach Münster. „Doch mit eisenharter Manndeckung kauften die Preußen der MSV-Offensive früh den Schneid ab“, wird in der Chronik 1963/64 berichtet. Verteidiger Tybussek verwandelte in der 71. Minute einen Foulelfmeter zur 4:0-Führung für den Gastgeber. Die Treffer von Helmut Rahn (85.) und Heinz Versteeg (89.) gereichten nur noch zur Ergebniskosmetik. Grundlage für die 4:0-Führung war die in großartiger Form befindliche Abwehrformation, wobei auch Tybussek „Boss“ Rahn 85 Minuten an die Kette legte. Eine Negativserie ab dem siebten Spieltag mit 3:15 Punkten brachte Münster dann aber am Ende der Hinrunde mit 10:20 Punkten auf den 15. Rang. Da Hertha BSC am vorletzten Rundenspieltag, den 25. April 1964, das Heimspiel gegen München 1860 mit 3:1 gewann, war Münster nach der 2:4-Niederlage bei Werder Bremen abgestiegen. Daran änderte auch der Abschlusserfolg mit 4:2 am 9. Mai gegen die Hertha nichts mehr. Mit einem Punkt Rückstand zu den punktgleichen Hertha BSC und Karlsruher SC stieg Münster mit 23:37 Zählern aus der Bundesliga ab. Eiteljörge, Kania, Tybussek, Drewes, Bockisch und Lungwitz hatten nochmals am letzten Spieltag die Defensivformation der Preußen gebildet. Mit 52 Gegentreffern gehörte Münster nicht zu den schlechtesten Abwehrreihen, aber die Offensive mit nur 34 Treffern erzielte die wenigsten Tore der ersten Bundesligarunde. Tybussek war in 14 Bundesligabegegnungen (1 Tor) zum Einsatz gekommen. 
Nach dem Abstieg gingen die Preußen auf eine mehrwöchige Fernostreise. Das erste Ziel war Hongkong, danach ging es nach Singapur, weiter nach Sydney, Neuseeland, zurück nach Adelaide, Melbourne, auf die Fidschi-Inseln, ein viertägiger Aufenthalt in Tahiti und danach aus den USA der Rückflug. Am 9. August 1964 startete Münster mit Tybussek und Mannschaftskollegen mit einem 2:0-Heimerfolg gegen den Wuppertaler SV in die Regionalligasaison 1964/65. Tybussek bekämpfte den WSV-Rechtsaußen Manfred Reichert. Mit Klaus Ackermann hatte ein hoffnungsvolles Angriffstalent bei den Preußen angeheuert. Herausragend waren die Spiele gegen den späteren Meister und Bundesligaaufsteiger Borussia Mönchengladbach. Das Heimspiel in der Hinrunde verlor Münster vor 28.000 Zuschauern mit 0:1, in der Rückrunde trotzte man dem Team von Trainer Hennes Weisweiler im Bökelbergstadion ein torloses 0:0 ab. Tybussek absolvierte 28 Ligaspiele, die Preußen kamen aber nicht über den 8. Rang hinaus. In der Saison 1965/66 debütierte mit Erwin Kostedde ein Großtalent im Angriff, aber auch jetzt reichte es nicht zum ersehnten Einzug in die Bundesligaaufstiegsrunde. Tybussek hatte beim Erreichen des 6. Ranges 26 Ligaspiele bestritten und ein Tor erzielt. In seiner dritten Regionalligasaison, 1966/67, kam er unter dem jugoslawischen Trainer Provoslav Mihajlović lediglich noch auf sieben Einsätze und beendete im Sommer 1967 seine Laufbahn. Außerdem absolvierte er insgesamt 3 Spiele im DFB-Pokal.
In der Saison 1973/74 der Regionalliga West war Tybussek für den entlassenen Slobodan Cendic interimsweise ab dem 30. Spieltag bis Saisonende Trainer von Preußen Münster.